# Riflettore ellissoidale

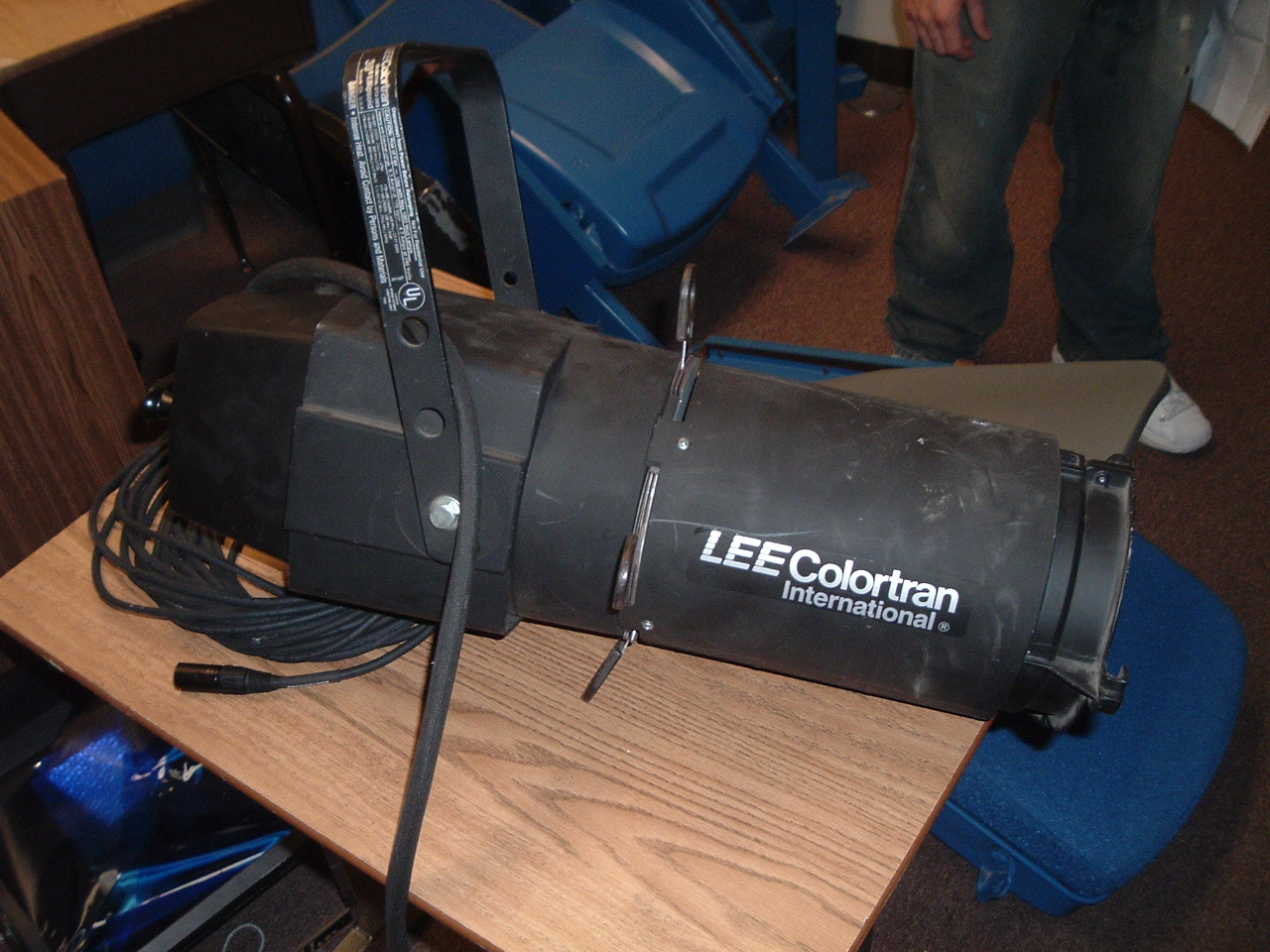
Un Colortran ERS. Il nome "Leko" è un marchio di Strand Lighting.

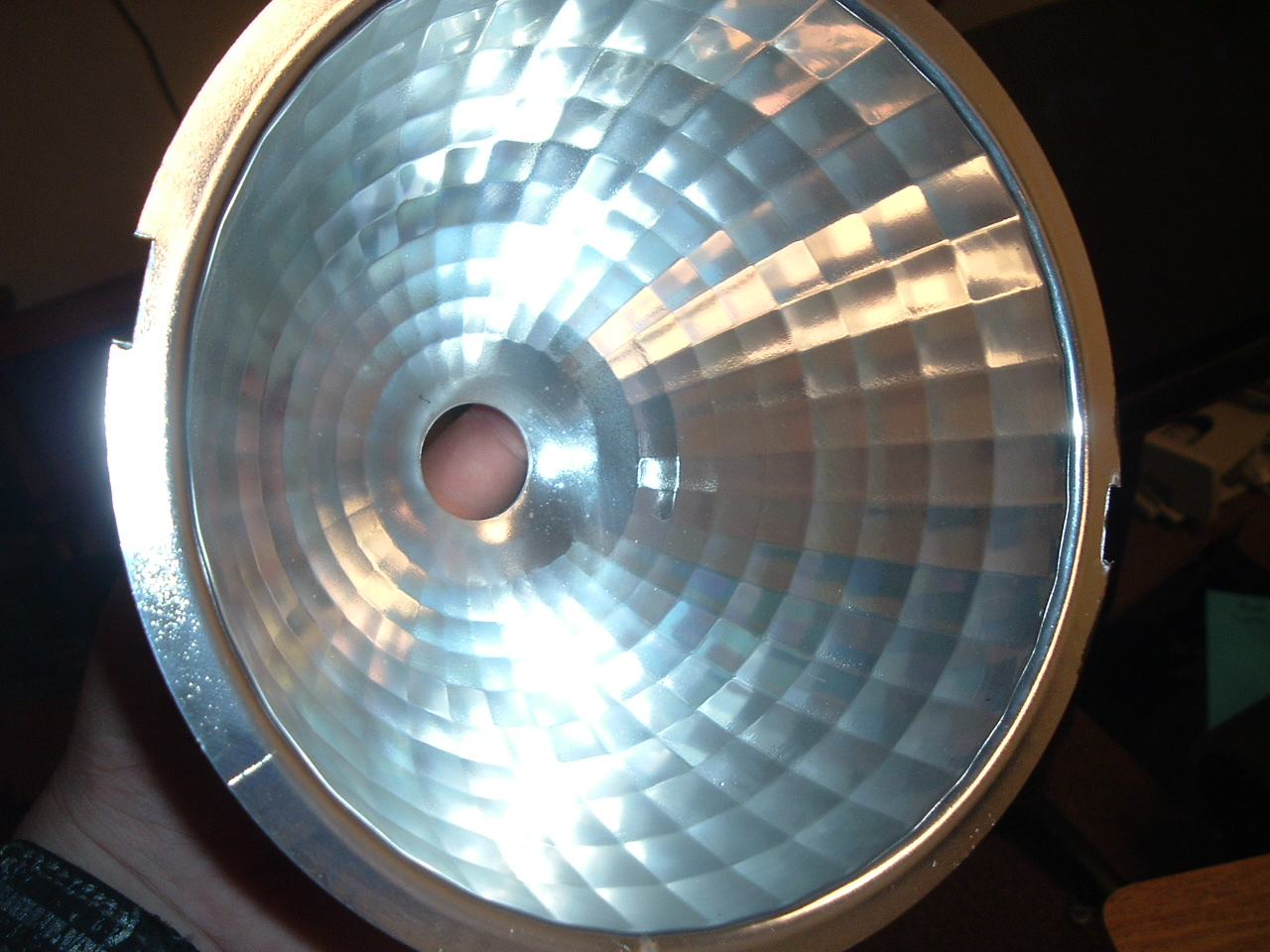
Un riflettore ellissoidale della Leko

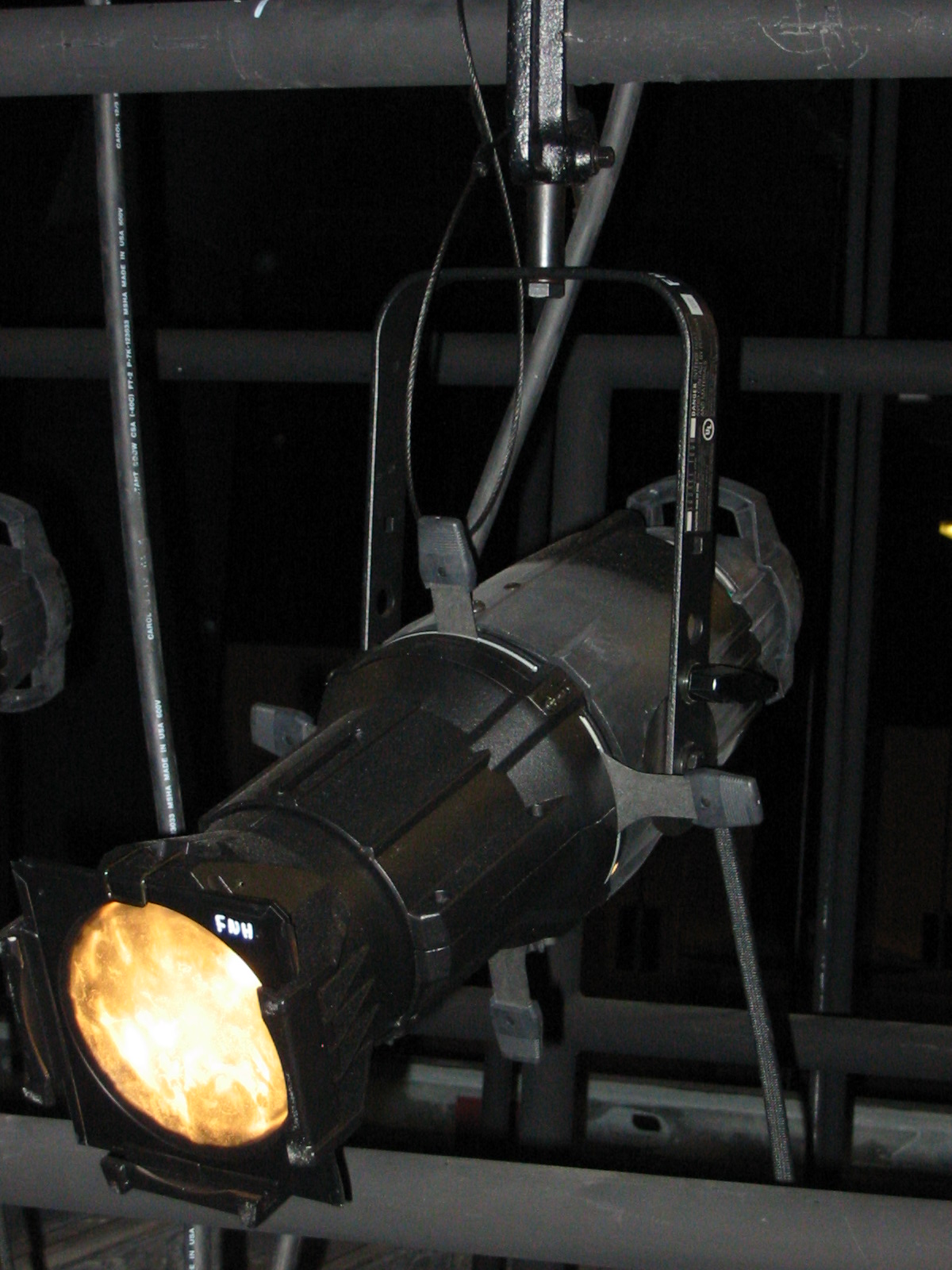
Proiettore Source four ERS

Riflettore ellissoidale (abbreviato ERS, o colloquialmente ellissoidale, ellisse, Leko o Shakespeare) è un proiettore di luce, che prende il nome da ellissoide e riflettore, usato per raccogliere e dirigere la luce, attraverso un barilotto contenente una serie di lenti, secondo il sistema utilizzato in un proiettore di diapositive da 35 mm. Esistono molti tipi di ERS, progettati per i diversi impieghi necessari nell'industria dello spettacolo. Un ERS può essere di forme e dimensioni varie, in funzione del ruolo chiamato a svolgere. In generale, gli apparecchi ERS sono di tipologia fra le più varie e vengono indicati come sagomatori (in inglese profiles) perché il fascio luminoso può essere modellato in funzione del profilo di un oggetto o persona da illuminare. I riflettori ellissoidali sono utilizzati per la loro forte e ben definita luce e la loro versatilità. Leko e Source Four sono marchi specifici, che vengono spesso, ma impropriamente, usati per riferirsi a qualsiasi tipo di ellissoidale.

## Componenti di un riflettore ellissoidale
- Specchio riflettore di forma ellissioidale
- Obiettivo regolabile contenente la lente o il gruppo di lenti. La regolazione dell'obiettivo (spostato in avanti o indietro) permette di cambiare la messa a fuoco (morbidezza o durezza) del fascio di luce proiettato dall'unità. Ciò deriva dal cambiamento della distanza tra il riflettore e l'obiettivo. Uno zoom può variare la dimensione del fascio e la messa a fuoco
- Una o due lenti piano-convesse (PC in breve) all'interno dell'obiettivo. Le lenti piano-convesse, così dette per avere un lato piatto e uno convesso, hanno i loro lati convessi uno di fronte all'altro all'interno dell'obiettivo. La distanza tra le lenti e la distanza tra loro e il riflettore determina l'ampiezza del raggio di uscita della luce
- Una serie di staffe sull'estremità dell'obiettivo per l'inserimento di lastre di gel colorato, per il cambiamento di colore della luce emessa. Unità più moderne comprendono due feritoie che permettono di combinare diversi accessori
- Una serie di quattro lamelle montate nel punto focale interno (il luogo in cui si incontrano gli angoli variabili di luce che escono dal riflettore) dell'unità. Queste consentono la sagomatura precisa e il dimensionamento del fascio di luce. Inoltre può essere presente anche un diaframma per dimensionare il fascio circolare.
- Un alloggiamento, nel corpo del gruppo, per l'inserimento di gobos metallici per cambiare il disegno della luce. Questo slot può anche contenere un gobo di vetro, tondi dicroici o un apparecchio di effetti come un rotatore o iride

Le lampade vengono montate dalla parte posteriore (nella maggior parte dei casi), sia in posizione assiale che radiale, con la base verso l'alto o verso il basso (l'orientamento è importante durante il montaggio dello strumento poiché l'orientamento verso il basso riduce la durata della lampada) ad un angolo di 45 gradi o qualche volta di 90 gradi. Il filamento della lampada è nel punto focale del riflettore ellissoidale e le persiane e o gobos sono all'altro punto focale.

## Angolo di campo

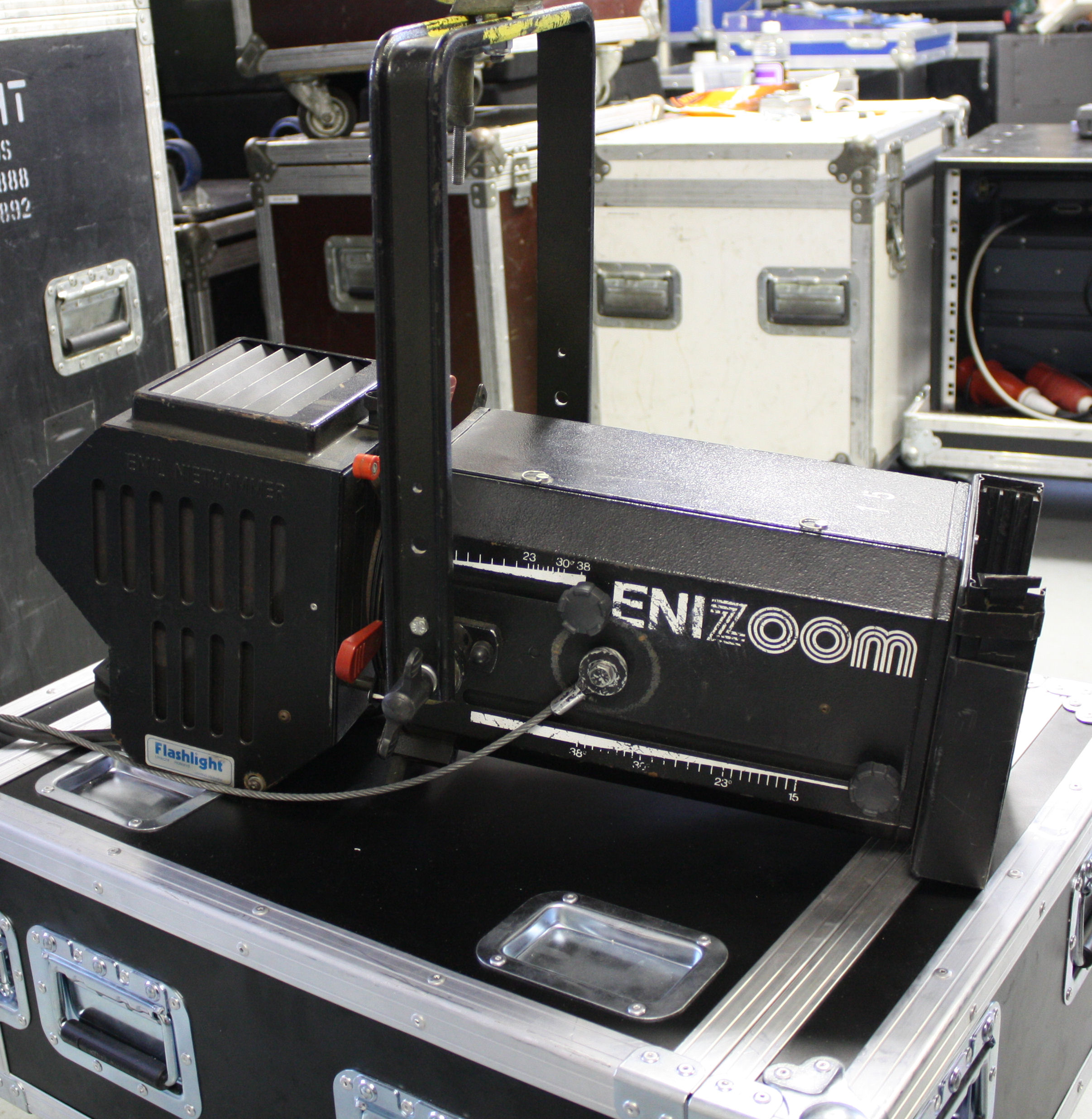
Niethammer Enizoom ERS a fuoco variabile (Zoom).

Gli ellissoidali vengono forniti con una lente di certe dimensioni o lenti che determinano l'angolo di campo, da cinque a novanta gradi. L'angolo di campo è l'angolo del fascio di luce in cui si raggiunge il 10% dell'intensità luminosa rispetto al centro del fascio. La maggior parte dei costruttori utilizzano angolo di campo tipicamente compresi in questa serie (5°, 10°, 15°, 26°, 36°, 50°, 75° e 90°). I vecchi apparecchi erano descritti dalla larghezza della lente per la lunghezza focale dello strumento. Ad esempio, uno ellissoidale 6x9 aveva una lente del diametro di 6 pollici per una lunghezza focale di 9. Gli strumenti 6x9 avevano un angolo di campo di circa 37°. Quelli 6x12 un angolo di circa 27°. Più l'angolo di campo si restringe, più lo strumento è versatile. La focalizzazione variabile (zoom) è ottenuta da strumenti con due lenti che si muovono all'esterno del corpo della lampada, consentendo all'utente di regolare manualmente la lunghezza focale entro un certo range

## Miglioramento del design
Il Source Four, realizzato nel 1992, apportò delle grandi migliorie agli ERS della Altman Lighting. La società approfittò dei progressi nella tecnologia delle lampade e dei riflettori per aumentare la potenza luminosa con l'impiego di minore potenza. Il nome Source Four deriva dal design della lampada, migliorata utilizzando 4 elementi a filamento.
Altri miglioramenti includono l'uso di un'unica lente negli obiettivi, rendendo l'unità più leggera e più efficiente per quanto riguarda l'emissione luminosa, e un cilindro rotante contenente vari obiettivi, persiane, e slot accessori per consentire una maggiore precisione nell'uso delle persiane e/o più semplicemente nella registrazione dei gobos.
La Altman Lighting realizzò la serie Shakespeare nel 1994 in risposta al Source Four. Un controllo di qualità inferiore nella fusione dei corpi, le unità più grandi e più pesanti (circa il 25% in più), le lampade meno efficienti e una difettosa regolazione della rotazione del sistema ha portato le unità della serie Shakespeare ad essere meno utilizzate della Source Four.

### Recenti sviluppi
Dalla commercializzazione dei Source Four, produttori di apparecchiature per illuminazione hanno rivisto i loro prodotti per competere nel campo degli ETC. Il Pacific Selecon, un ERS a forma di L, ha una forma irregolare a causa di uno specchio dicroico freddo integrato, che ha un dissipatore di calore per espellere il calore dallo strumento. Questo mantiene il fascio dell'apparecchio freddo per poter utilizzare gobos di plastica. Questo fascio freddo migliora anche gli shutter, i gobos, le lastre di gel colorato, e può migliorare la temperatura sul palco. Gli Shakespeare Altman sono destinati a competere con i Source Four avendo caratteristiche simili. I brevetti per alcuni componenti di questa unità sono stati concessi in licenza da Source Four.
Nel 2004 la ADB ha introdotto il Profilo WARP - In questo apparecchio le persiane a profilo ellissoidale sono state sostituite da 4 pale integrate controllate da una serie di anelli, ciascuno con capacità di rotazione infinita a 360⁰. Messa a fuoco e zoom sono controllati da una serie di anelli dedicati. L'anello di controllo lascia l'esterno del faretto WARP senza maniglie sporgenti o leve e questo permette ai bracci standard di essere sostituiti con un meccanismo motorizzato. Questo si collega all'anello di controllo fornendo così automazione di tutte le altre funzioni - messa a fuoco e zoom, inserimento di scatto/rotazione e rotazione dei gobos. L'unità motorizzata è senza ventilazione forzata (ventole) e completamente silenziosa, rendendo l'apparecchio ideale per le applicazioni critiche acustiche (studi televisivi, sale da concerto etc.)
Più recentemente, Philips Selecon ha messo in commercio il suo Lekolite. I miglioramenti di questo apparecchio comprendono ottiche migliorate, rotazione di 360 gradi a botte, un design del movimento che consente un rapido spostamento, una lampada a sostituzione rapida e una migliorata tecnologia di dissipazione del calore e integrazione di progetto.
Nel 2011 la tecnologia LED ha finalmente raggiunto le applicazioni ERS, con diverse grandi aziende produttrici di illuminazione in tutto il mondo, che hanno introdotto un risparmio energetico e nessuna manutenzione, una versione moderna del ETC Source Four. Il 6 aprile 2011 il costruttore italiano Coemar ha lanciato Reflection LEDko al PLASA (Fiera ProLight + Sound Association, una delle fiere principali del settore dell'illuminazione, che si tiene ogni anno a Francoforte sul Meno, Germania), uno sviluppo che potrebbe portare ad risparmio energetico medio dell'85%.